# Costa Deliziosa
El Costa Deliziosa es un crucero de la clase Vista propiedad de Costa Cruises. Construido por Fincantieri en Marghera, Italia.

## Diseño
Es el buque gemelo del Costa Luminosa, se ordenó en 2007 a la empresa italiana Fincantieri. Su quilla fue colocada en el astillero de la empresa en Ancona. En julio de 2008, después de completar la quilla y la primera sección, fueron remolcados al astillero de Marghera para seguir trabajando.
El crucero tiene un diseño híbrido: toma los mejores elementos de los barcos de la clase Vista y de los de la clase Spirit. El Costa Deliziosa tiene 292 m de largo y 32,3 m de manga. Puede transportar a más de 2828 pasajeros en 1130 cabinas. Alrededor de 3000 personas trabajaron en su construcción con un costo de más de 450 millones de euros.

## Historia
Fue el primer barco de cruceros inaugurado en Dubái, donde hizo cruceros en invierno del 2010. Paso su primera parte de cruceros estivales en los fiordos noruegos saliendo desde Copenhague y en la región Báltica. También ha hecho cruceros por el mediterráneo, mar negro, islas canarias... También es el primer barco de la compañía Costa en hacer la vuelta al mundo desde Savona, la cual ha repetido varias veces. Para la temporada estival del 2015 hará cruceros por el mar Adriático partiendo desde Venecia. En el invierno del 2015/2016, hará cruceros por el Caribe partiendo desde Ft. lauraude.